# Herdern
Herdern est une commune suisse du canton de Thurgovie, située dans le district de Frauenfeld.

## Monuments et curiosités
Le château d'Herdern est un ensemble à quatre ailes qui fut à l'origine la résidence des Bettler von Herden, feudataires toggenbourgeois. Son noyau (donjon) remonte au XIIIe siècle. L'aile d'habitation a été construite entre 1601 et 1610 puis remaniée à la fin du XVIIe siècle d'après les plans de Caspar Mosbrugger.